# Shvetsov M-11
Lo Shvetsov M-11 era un motore radiale a 5 cilindri, raffreddato ad aria, prodotto in Unione Sovietica tra il 1923 ed il 1952. È noto con il nome del suo progettista capo, l'ingegnere Arkadij Dmitrievič Švecov.

## Storia, sviluppo e descrizione tecnica
Il progetto dello Shvetsov M-11 nacque in risposta ad una richiesta di un nuovo motore destinato ad equipaggiare aerei da addestramento e destinato a sostituire il precedente M-2.
Si trattava di un motore radiale a 5 cilindri raffreddati ad aria, disposti su unica fila. Era caratterizzato da cilindri con testata in alluminio e, raro per l'epoca, da aste e bilancieri comandati da una camma ciascuno anziché da un'unica camma centrale.
La prima versione dello Shvetsov M-11 sviluppava una potenza di 100 hp (pari a 75 kW) e presentava una vita operativa limitata a 50 ore. Nel tempo, con l'innovazione costante e l'introduzione di migliorie nella componentistica, l'ultima versione (la M-11FR, realizzata nel 1946) sviluppava una potenza di 140 hp (che al decollo salivano fino a 160).

## Versioni
I dati relativi alle versioni sono tratti da www.airwar.ru.
- M-11: versione iniziale di produzione; pesava 165 kg e sviluppava la potenza (al decollo) di 110 hp a 1 650 rpm;
- M-11G (in cirillico М-11Г): seconda versione produttiva; mantenendo inalterate le altre caratteristiche, il peso venne ridotto a 160 kg;
- M-11D (М-11Д): l'innalzamento del massimo regime di rotazione (a 1 760 rpm), malgrado il peso ritornato a 165 kg, consentì l'incremento della potenza a 125 hp (sempre in decollo o, per brevi periodi, in caso di necessità);
- M-11E (М-11Е): la potenza massima salì fino a 150 hp (1 950 rpm e 180 kg);
- M-11FR (М-11ФР): ultima versione realizzata; con rapporto di compressione salito a 5,5:1 era in grado di sviluppare 160 hp a 1 900 rpm.

## Aeromobili utilizzatori

### Aerei
Cina
- Nanchang CJ-6

 Polonia
- LWD Junak
- LWD Szpak
- LWD Żuraw
- PZL S-1
- PZL S-4 Kania

 Unione Sovietica
- Grigorovič I-1
- Mikoyan-Gurevich MiG-8
- Moskalyev SAM-5
- Polikarpov Po-2
- Shavrov Sh-2
- Shcherbakov Shche-2
- Tomashevich Pegas
- Yakovlev AIR-12
- Yakovlev UT-1
- Yakovlev UT-2
- Yakovlev Yak-5
- Yakovlev Yak-6
- Yakovlev Yak-8
- Yakovlev Yak-10
- Yakovlev Yak-12
- Yakovlev Yak-18

### Elicotteri
Unione Sovietica
- Yakovlev EG

### Altri impieghi
Unione Sovietica
- Aeroslitta

### Annotazioni
1. ↑  La denominazione del "costruttore" risulta scritta in modo diverso da quella del "progettista" poiché nel secondo caso la traslitterazione del cognome è effettuata secondo il sistema "ISO 9", impiegato come standard convenzionale nelle pagine di Wikipedia in lingua italiana.

### Fonti
1. 1 2  Oppure, in base alla traslitterazione secondo lo standard ISO 9, Švecov.
2. 1 2 3 4 5  (RU) M-11, su Уголок неба, http://www.airwar.ru. URL consultato il 10 ottobre 2010.